# Ủy ban Olympic Quốc gia Campuchia
Ủy ban Olympic Quốc gia Campuchia (tiếng Anh: National Olympic Committee of Cambodia, tiếng Khmer: គណៈកម្មាធិការជាតិអូឡាំពិកកម្ពុជា, mã IOC: CAM) là Ủy ban Olympic quốc gia đại diện cho Campuchia.